# Ebenezer Dumont
Ebenezer Dumont, född 23 november 1814 i Vevay, död 16 april 1871 i Indianapolis, var en amerikansk militär och politiker (republikan). Han var ledamot av USA:s representanthus 1863–1867.
Dumont efterträdde 1863 Albert G. Porter som kongressledamot och efterträddes 1867 av John Coburn.